# Spinele

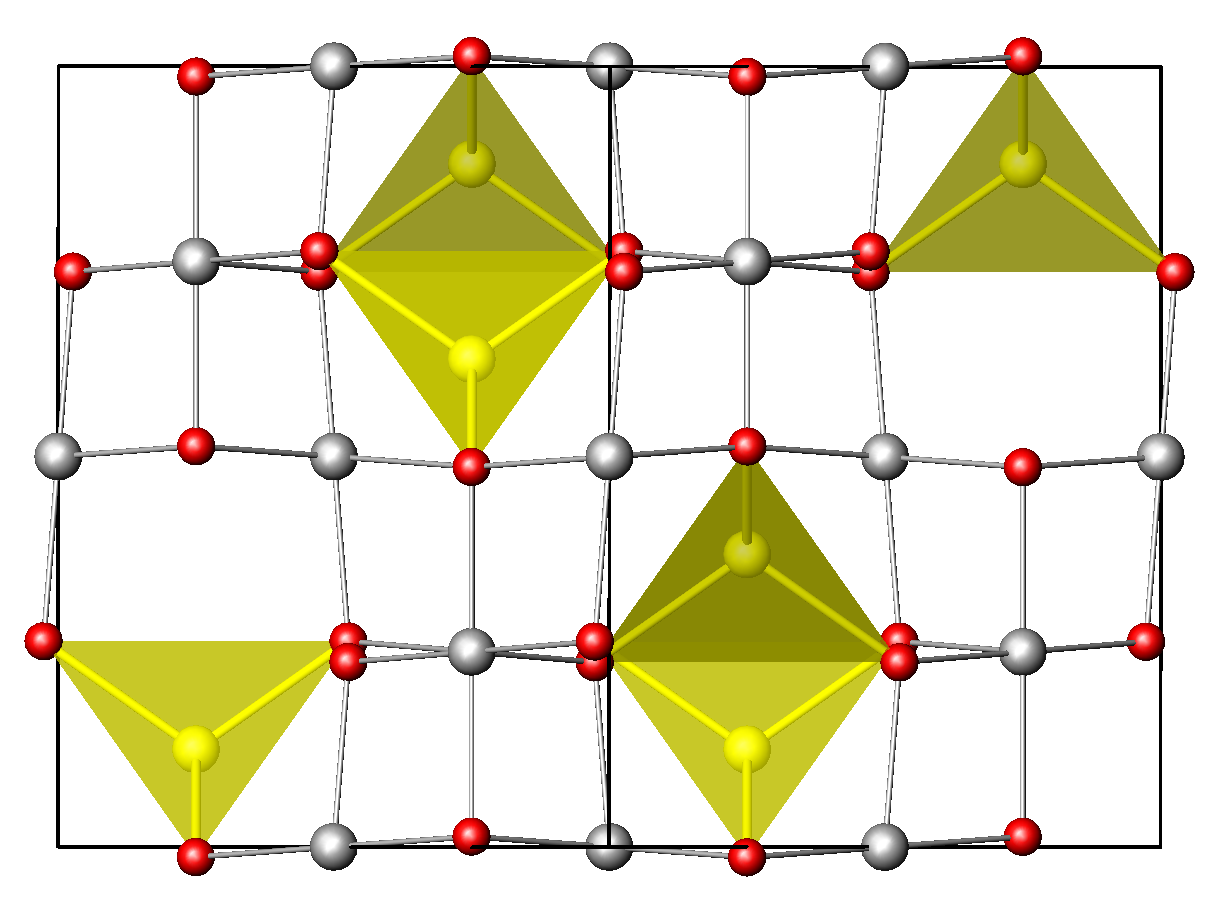
Struktura sieci krystalicznej spineli na przykładzie spinelu właściwego

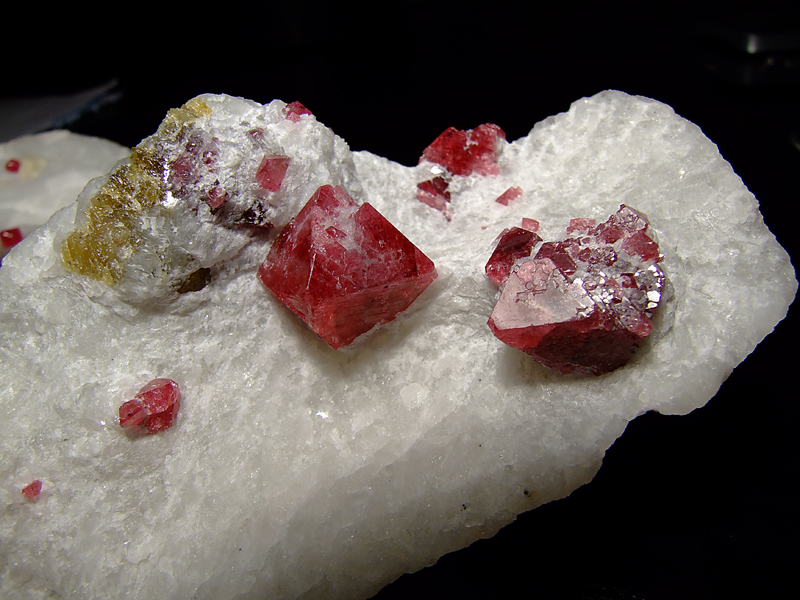
Spinel właściwy z Luc Yen w prowincji Yen Bai, Wietnam

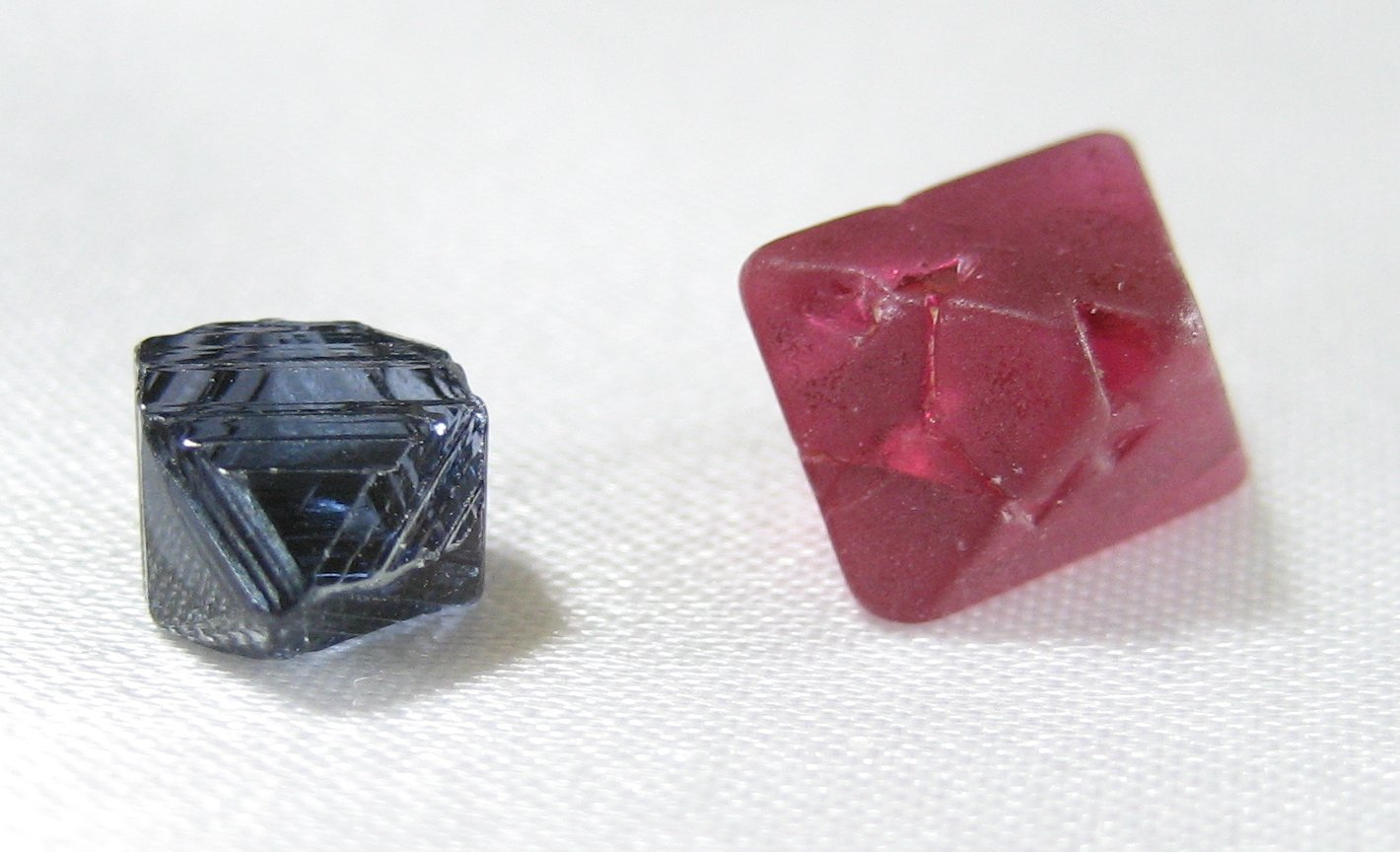
Spinele

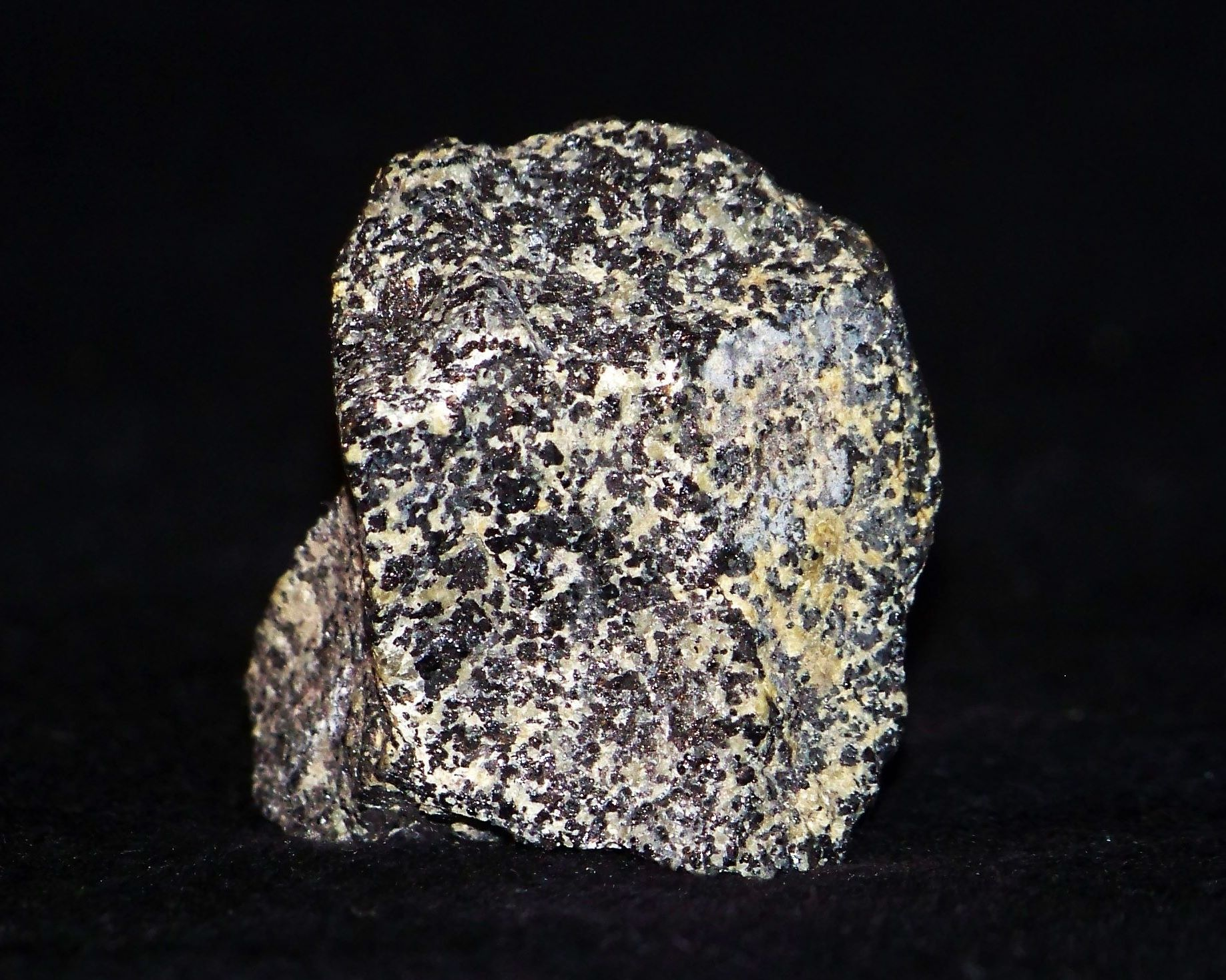
Chromit

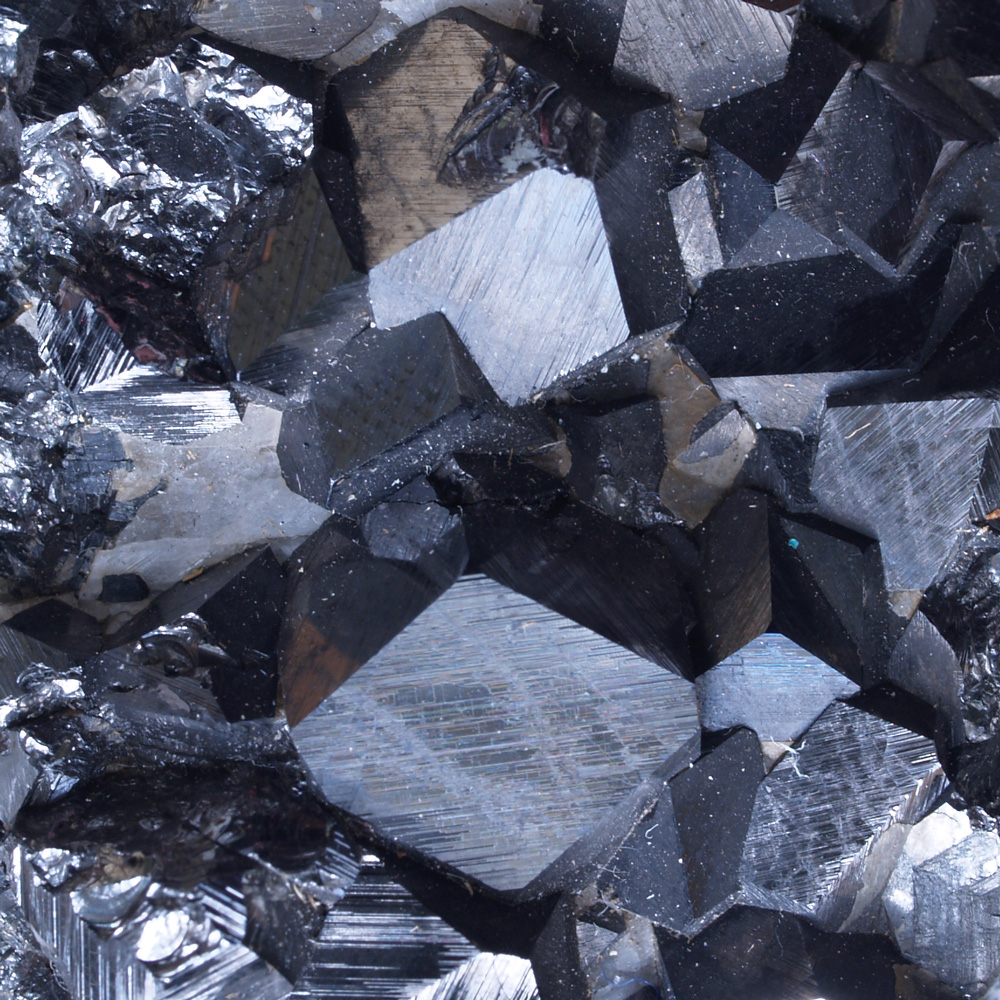
Magnetyt

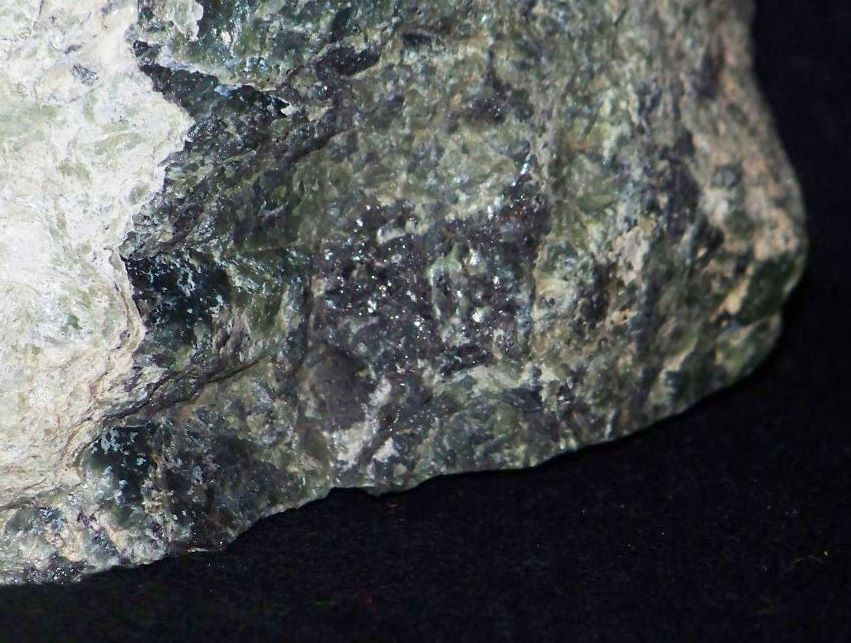
Magnetyt w serpentynicie

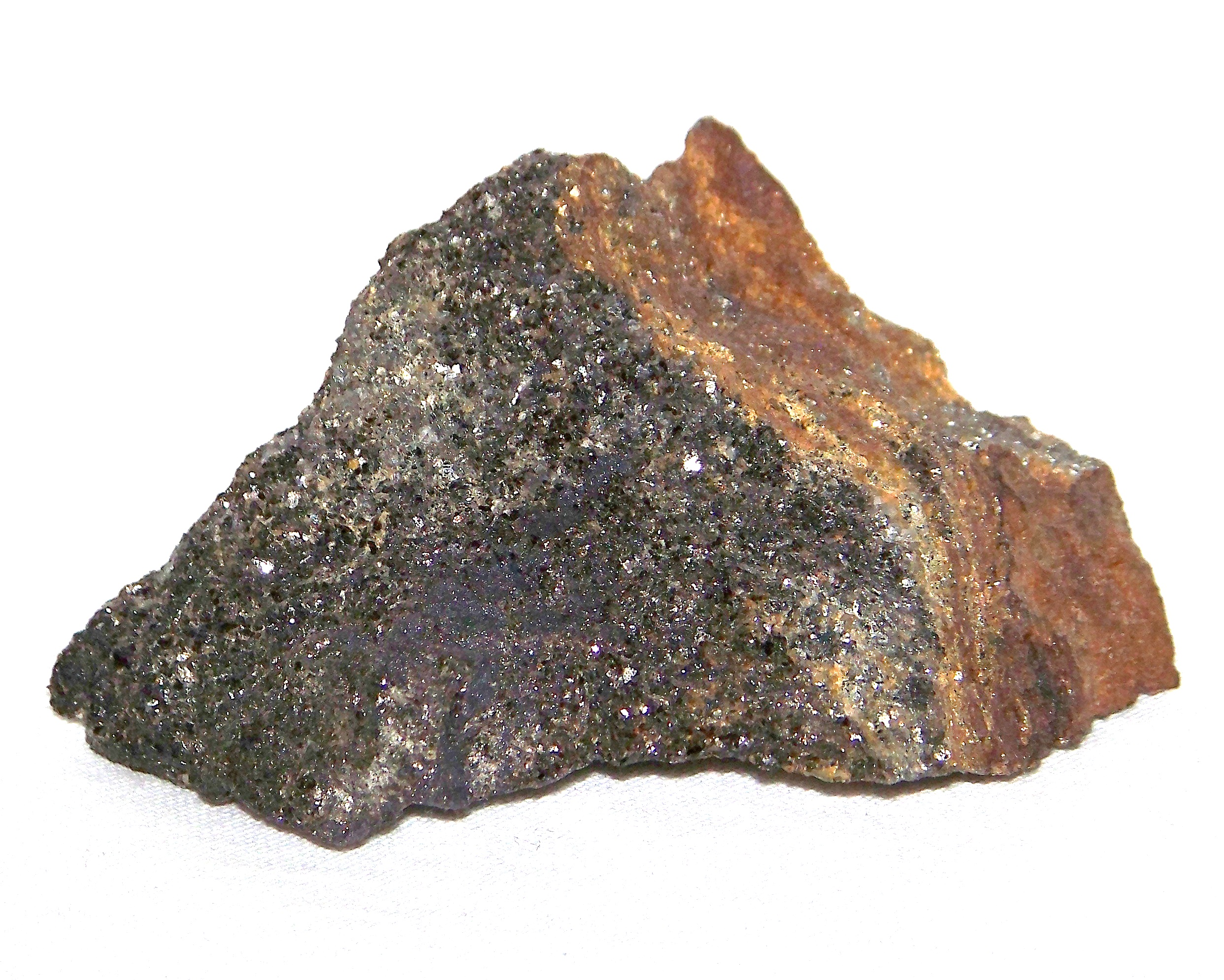
Hornfels z magnetytem

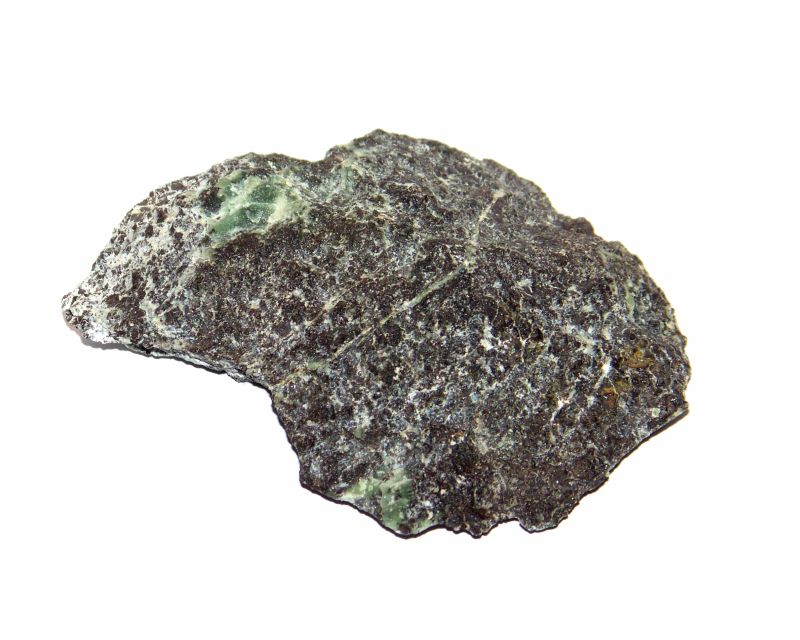
Kumulat chromitowy z Dolnego Śląska

Spinele – grupa minerałów należąca do gromady V, tj. tlenków i wodorotlenków typu M3O4 (M : O = 3 : 4). Ich nazwa pochodzi od greckiego σπίθες (spithes) – iskra, od charakterystycznego blasku przypominającego blask ognia oszlifowanych szlachetnych odmian, a także z łacińskiego spinella – mały cierń, ze względu na często spotykany ostrokrawędzisty kształt tych minerałów. Grupa ta obejmuje tlenki M3O4 krystalizujące w układzie regularnym.
W sensie szerszym, nazwa "spinele" stosowana jest także do syntetycznie otrzymanych tlenków o wzorze sumarycznym AB2O4 o odpowiedniej strukturze krystalicznej.

## Charakterystyka

### Właściwości
- twardość – 4,5 -8 w skali Mohsa
- gęstość – 3,4-5,2 [g/cm³]
- łupliwość – przeważnie brak
- przełam – muszlowy bądź nierówny

Najczęściej mają barwę czarną, szaroczarną lub brunatnoczarną oraz odznaczają się czarną lub brunatnoczarną rysą. Odmiany szlachetne, półszlachetne i pozostałe spotykane są rzadziej, przy posiadają znacznie atrakcyjniejszą gamę barw niż pospolite spinele rudne. Mogą być fioletowe, niebieskie, czerwone, zielone lub nawet bezbarwne. Niektóre z nich są zabarwione przez co mają rysę białą.
W niektórych można zaobserwować zjawisko asteryzm w formie cztero- lub sześcioramiennej gwiazdy.

### Skład chemiczny
Grupa spineli jest grupą tlenków złożonych przeważnie dwóch metali A i B, wyjątkowo A i C.
Ogólny wzór spineli można przedstawić w następujące sposoby:
- A2+B23+O4
- A22+C4+O4

Metale obsadzające poszczególne miejsca to:
- A2+ – Mg2+, Mn2+, Fe2+, Zn2+, Co2+, Ni2+ i Cu2+
- B3+ – Al3+, Fe3+, Cr3+, V3+
- C4+ – Ti4+

Dzieli się je ze względu na skład chemiczny na: glinowe, żelazowe, chromowe, miedziowe, tytanowe oraz germanowe.

### Krystalochemiaspineli
Spinele krystalizują w układzie regularnym klasy 48-ścianu. W komórce elementarnej spineli typu A2+B23+O4 znajdują się 32 atomy tlenu, oraz 24 kationy z czego A – 8 i B – 16. Atomy w tym typie mogą zajmować pozycje w sieci krystalicznej o liczbie koordynacyjnej L.K.=4 i 6. W spinelach normalnych 8 kationów A występuje w koordynacji tetraedrycznej (L.K. 4), natomiast 16 kationów B obsadza pozycje w koordynacji oktaedrycznej (L.K. 6). w spinelach odwróconych wszystkie kationy A oraz połowa kationów B znajduje się w pozycjach oktaedrycznych, natomiast druga połowa kationów B znajduje się w pozycjach tetraedrycznych. Trzecim typem strukturalnym spineli są spinele typu pośredniego, czego przykładem jest magnetyt, który jest spinelem odwróconym w 7/8. W jego strukturze 7 kationów Fe3+ obsadzają pozycje tetraedryczne, a pozostałe kationy występują w koordynacji oktaedrycznej L.K. 6. Przeważnie jednak magnetyt klasyfikuje się jako spinel odwrócony.

### Zabarwienie
Większość spineli jest barwiona chromoforami, czyli szczególnymi jonami występującymi w ich strukturze wykazującymi zdolność absorpcji promieniowania świetlnego. I tak na przykład barwa:
- niebieska – spowodowana obecnością Fe2+ L.K. 4 (gahnit, ganospinel), oraz Co2+ L.K. 4 (spinel)
- zielona – obecność Cr3+ L.K. 6 (spinel)

## Podział spineli

### Spinele normalne i odwrócone
- Spinele normalne określane wzorem [IV]A[VI]B2O4 – np. spinel [IV]Mg[VI]Al2O4
- Spinele odwrócone (inwersyjne) opisuje wzór [IV]B {VI](AB)O4 – np. magnetyt [IV]Fe3+(Fe2+Fe3+)[VI] O4

[IV] i [VI] = liczba koordynacyjna 4 i 6

### Spinele glinowe[2]
- spinel – MgAl2O4
- hercynit (od nazwy Gór Harcu) – FeAl2O4
- galaksyt ( od miejscowości Galax w Północnej Karolinie, gdzie został znaleziony) – MnAl2O4
- gahnit (na cześć szwedzkiego chemika G.I. Gahna)– ZnAl2O4

### Spinele żelazowe[2]
- magnezjoferryt – MgFe2O4
- magnetyt (prawdopodobnie od miejscowości Magnezja w Macedonii lub od pasterza Magnusa, który jako pierwszy znalazł go) – Fe, Fe2O4
- jakobsyt (od miejscowości Jakosberg w Szwecji) – MnFe2O4
- franklinit (od miejscowości Franklin w New Jersey) – ZnFe2O4
- trevoryt – NiFe2O4

### Spinele chromowe[2]
- chromit magnezowy – MgCr2O4
- chromit – FeCr2O4
- chromohercynit – Fe(Al,Cr)2O4
- pikotyt – (Fe,Mg)(Al,Cr,Fe)2O4

### Spinel tytanowy
ulvit (od miejscowości Ulvö w Szwecji) Fe2TiO4

### Inne spinele
Zalicza się tu spinele miedziowe, germanowe, kobaltowe, wanadowe.
- cuprospinel – CuFe2O4
- coulsonit – V23+Fe2+O4
- ulvöspinel – (Fe2+Ti4+)Fe2+O4
- cochromit – (Co,Fe)(Cr,Al)2O4
- manganochromit – (Mn,Fe,Zn)(Cr,V)2O4
- brunogeieryt – GeFe2O4

## Geneza i występowanie
Spinel i jego odmiany są produktami metasomatozy kontaktowej, zwłaszcza w zmienionych dolomitach i wapieniach zasobnych w MgO. Magnetyt (Fe3O4) i inne spinele żelazowe oraz chromowe pierwotnie są produktami krystalizacji magm zasadowych i ultrazasadowych. Występują także w skałach zmienionych kontaktowo (hornfelsy ze sztolni pirytu w Szklarskiej Porębie bogate są w mineralizacje kruszcową oraz w magnetyt). Magnetyt i chromit oraz inne spinele z tych grup powstają także w serpentynitach, w myśl reakcji:
3Fe2SiO4 + 2H2O → 2Fe3O4 + 3SiO2 + 2H2
gdzie magnetyt powstaje jako minerał wtórny po przeobrażeniu perydotytów fajalitowych.
Duży udział spineli żelazowych jest także w środowiskach hipergenicznych gdzie tworzą się pseudomorfozy po hematycie nazywane muszkietowitem. Jakobsyt, franklinit i in. są minerałami stref kontaktowych. Spinele tytanowe i wanadowe spotykane są w skałach magmowych wylewnych np. w bazaltach.
Spinele przechodzą bardzo ładnie do skał osadowych, gdyż są odporne na wietrzenie. Najpospolitsze są tzw. piaski magnetytowe, spotykane na plażach min. bałtyckich. Charakteryzują się duża ilością czarnych ziarenek silnie lub słabiej magnetycznych.

## Zastosowanie
Spinele mają bardzo ważne znaczenie dla gospodarki jako główne rudy chromu i żelaza (chromit i magnetyt). Inne poza znaczeniem kolekcjonerskim przez swoje wysokie walory estetyczne są wysoko cenionymi kamieniami szlachetnymi. Szczególne znaczenie ma tu spinel właściwy. Poza nim, odmiany gemmologiczne mogą także tworzyć galaxyt, gahnit, hercynit i picotyt.
Związki o strukturze spinelu mogą służyć jako katalizatory w procesach przemysłowych, np. w rozkładzie podtlenku azotu. Są także stosowane jako nośniki dla katalizatorów nośnikowych.